# Diplodus noct
Espèce
Synonymes
- Sargus noct Valenciennes, 1830[1] [2]

Statut de conservation UICN

 LC  : Préoccupation mineure
Diplodus noct est une espèce de poissons de la famille des Sparidae pouvant atteindre jusqu'à 25 cm de long. Elle est présente en mer Rouge.